# Djim Radé
Djim Radé, de son vrai nom Djimradé Kamndoh, né le 29 août 1987 à Sarh, dans la région du Moyen-Chari au Tchad, est un musicien, auteur-compositeur-interprète et penseur engagé. Il est reconnu pour son habileté à fusionner le jazz avec les sonorités traditionnelles tchadiennes, créant ainsi une musique unique et imprégnée de spiritualité. C'est aussi un fervent défenseur de la culture tchadienne à travers son art,.

## Biographie
Djim Radé grandit à Sarh, une ville du sud du Tchad, où il est très tôt bercé par les rythmes et les sons de la musique locale. À l'âge de trois ans, il est fasciné par un ami de son père jouant de la guitare, ce qui marque le début de sa passion pour la musique. il commence son parcours musical en intégrant une chorale d'église, puis en devenant membre du groupe musical BERAKA au Tchad. Avec ce groupe, il explore divers genres, du jazz au rock, en passant par le gospel, le blues et le reggae,.
Après avoir obtenu son baccalauréat en 2010, il poursuit des études de musicologie à l'Université Toulouse Jean Jaurès  où il se spécialise dans le jazz.
Durant cette période qu'il forge son identité musicale, influencée par des artistes tels que Richard Bona, Snarky Puppy, Lionel Louéké, Chick Corea, Joe Zawinul, Miles Davis, Pat Metheny, et Roy Hargrove. Peu de temps après , il lance son premier projet musical personnel, TOH NAL, qui marque ses débuts sur la scène musicale avec la production d'un EP et des contenus sur YouTube,.
Après ses études, Djim Radé retourne au Tchad et fonde deux festivals, Jam Session Sao Couleur Jazz et Mbasse Héritage, dans le but de promouvoir le jazz au Tchad. Ces initiatives lui permettent de partager son expertise et sa passion avec la jeunesse tchadienne, tout en sensibilisant le public à ce genre musical,.
En parallèle, il commence à donner des cours de musique chez lui, formant ainsi une nouvelle génération de musiciens au Tchad.
En 2021, Djim Radé s'installe à Montréal, au Canada. En janvier 2024, il sort son premier album complet, intitulé "Djim Radé". Les chansons de l'album,  "Mila" et "Nandoubé", sont une fusion subtile de jazz et de rythmes ouest-africains, intégrant des éléments de rumba congolaise et de percussions tchadiennes,.
Djim Radé est un musicien polyvalent qui combine les traditions musicales tchadiennes avec le jazz moderne. Son travail met en avant des rythmes traditionnels tels que le Saï, le Bayan, le Gourna, et le Toh, qu'il réinterprète avec des harmonies jazz et des lignes mélodiques Sahelo-bantu. Sa musique est caractérisée par des poussées de cuivres, des solos mélodiques, et une utilisation raffinée des percussions.

## Discographie
- 2014 : Toh Nal
- 2023 : Djim Radé